# لاري بوند
لاري بوند (بالإنجليزية: Larry Bond)‏ (11 يونيو 1951)؛ روائي أمريكي.

## روابط خارجية
- لاري بوند على موقع IMDb (الإنجليزية)